# 당신을 구하는 TV, 우리는 형사다
《당신을 구하는 TV, 우리는 형사다》는 대한민국의 JTBC의 프로그램이다. 국내 최초로 선보인 '형사 토크 버라이어티쇼'라는 독특한 장르의 프로그램으로 장르에 걸맞게 전문패널들은 실제 현직에서 근무하는 강력형사들이 출연했다.

## 방송 시간
- 2012년 12월 6일 ~ 2013년 1월 24일 : 매주 목요일 오후 11시
- 2013년 1월 31일 ~ 2013년 4월 11일 : 매주 목요일 오후 9시 50분

## 출연자
MC
- 이휘재

8인의 형사
- 강윤석
- 임문규
- 김수진
- 박용호 외 다수

연예인 패널
- 김창렬
- 허준
- 솔비
- 주영훈